# Mesosemia hedwigis
Mesosemia hedwigis is een vlindersoort uit de familie van de prachtvlinders (Riodinidae), onderfamilie Riodininae.
Mesosemia hedwigis werd in 1910 beschreven door Stichel.